# Lessingham
Lessingham is een civil parish in het bestuurlijke gebied North Norfolk, in het Engelse graafschap Norfolk met 566 inwoners.